# Bodenrecycling

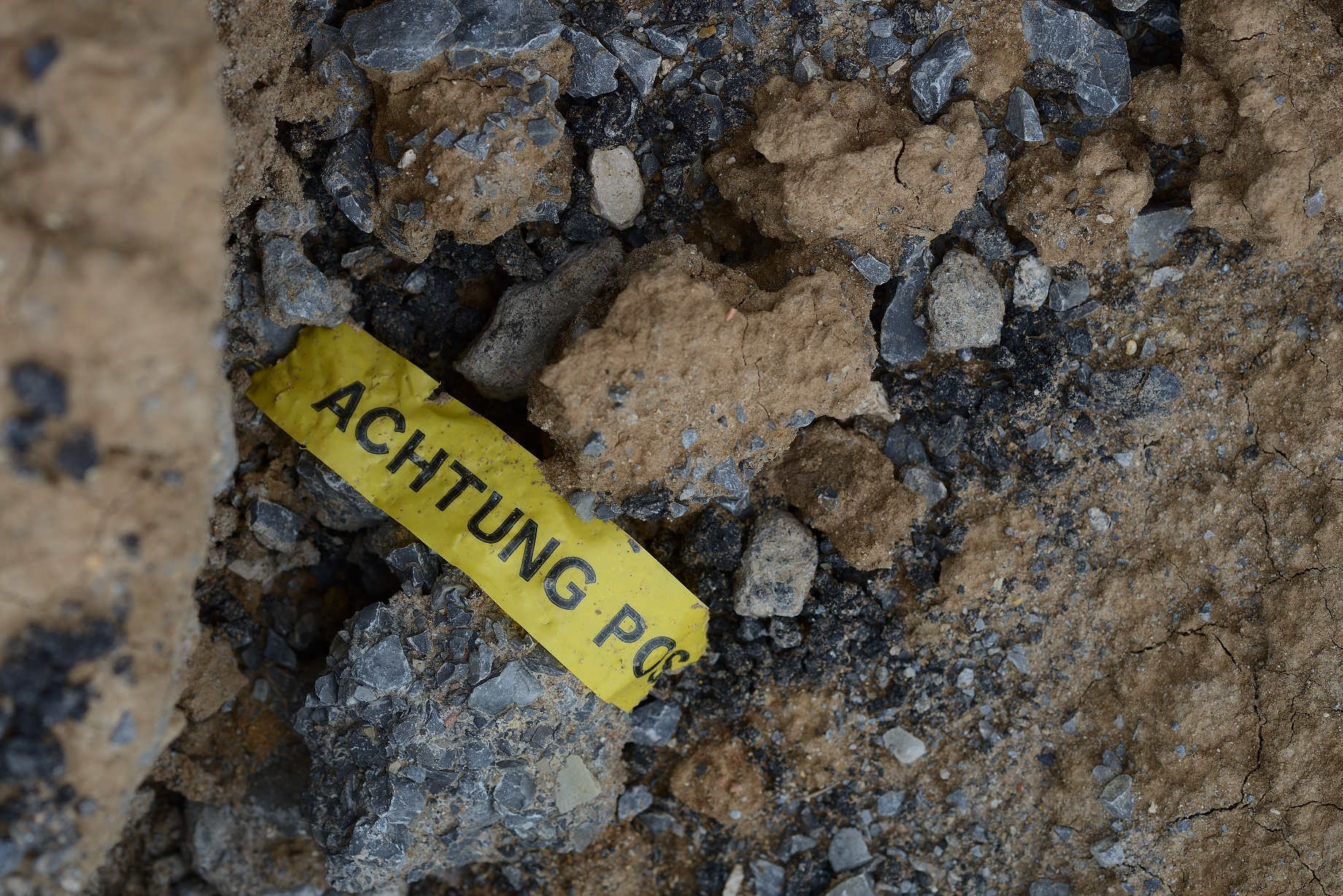
Haufwerk für die chemische Bodenanalyse

Das Bodenrecycling ist ein Verfahren im Tiefbau, bei dem im Zuge von Erdbauarbeiten anfallende Böden, mineralische Baustoffe und Ersatzbaustoffe ausgehoben, aufbereitet und zu einem späteren Zeitpunkt wieder in den Boden eingebaut werden, etwa als Baugrund. Auf diese Weise entsteht ein natürliche Ressourcen schonender Materialkreislauf, der den Vorgaben des Kreislaufwirtschaftsgesetzes (KrWG) entspricht.
Der auszuhebende Boden wird vor Ort chemisch analysiert, etwa mit einer Haufwerkanalyse. Auf Basis der Ergebnisse erfolgt in Form eines Bodengutachtens die abfallrechtliche und einbautechnische Einstufung.

## Einbauklassen
Das Recycling des Bodens kann vor Ort auf der Baustelle erfolgen, wenn er die geeignete Einbauklasse erreicht. Die Einbauklassen wurden festgelegt von der Länderarbeitsgemeinschaft Abfall. Eine Mantelverordnung des Bundes, die am 16. Juli 2021 im Bundesgesetzblatt veröffentlicht wurde, tritt am 1. August 2023 in Kraft. Bis dahin sind bei der Verwendung von recyceltem Boden die teilweise unterschiedlichen Rahmenbedingungen der einzelnen Bundesländer einzuhalten. Zur Wiederverwendung geeignet sind in der Regel die Einbauklasse 0 (uneingeschränkter Einbau), die Einbauklasse 1 (eingeschränkter offener Einbau) und die Einbauklasse 2 (eingeschränkter Einbau mit definierten technischen Sicherungsmaßnahmen).

## Bodenaufbereitung

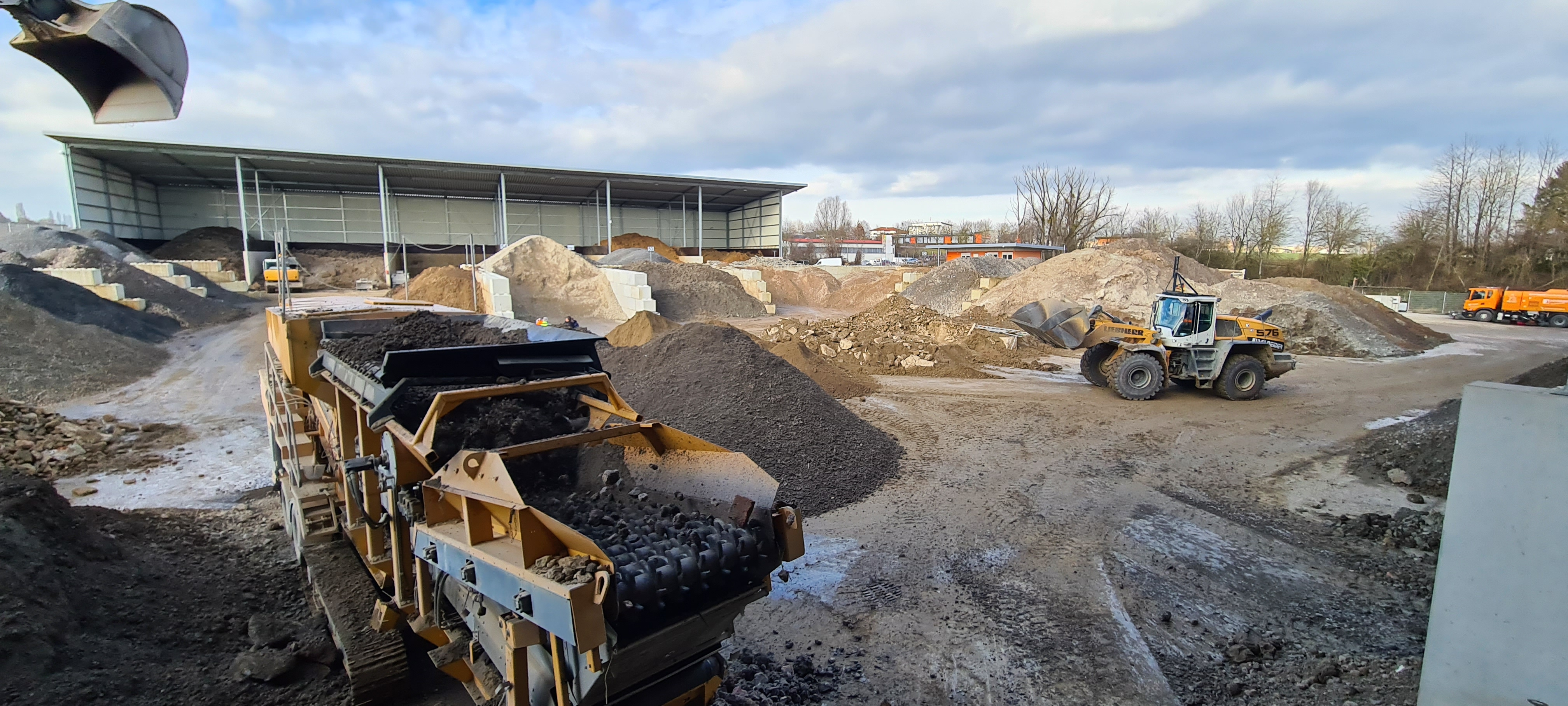
Bodenverbesserungsanlage Öhringen

Ist der Boden abfallrechtlich belastet, wird in der Analyse ermittelt, welche Einbauklasse er erreicht. Wird höchstens Einbauklasse 2 erreicht, kann eine Bodenaufbereitung erfolgen. Dazu wird der  Boden in einer stationären Anlage zur Bodenverbesserung behandelt, um eine für den Wiedereinbau geeignete Einbauklasse zu erreichen. Anlagen zur Bodenverbesserung müssen die Vorgaben des KrWG erfüllen, der Nachweis erfolgt durch Zertifizierung.

## Einbau und Verfüllung
Um ausgehobenen Boden bei einer anderen Baumaßnahme wieder einbauen zu können, müssen mehrere Faktoren zusammenkommen: Es müssen die richtigen chemischen und mechanischen Bodeneigenschaften vorliegen, der Bauherr muss sich bereit erklären, den Boden anzunehmen, und die zuständige Bodenschutzbehörde muss den Einbau genehmigen.
Ist die Verwertung in einem technischen Bauwerk nicht möglich, kann der Aushub in einer zur Verfüllung anstehenden Kiesgrube oder einem Steinbruch verwertet werden. Auch für die Verfüllung darf nur zuvor genehmigtes Bodenmaterial verwendet werden. Dabei sind die Regelungen in den einzelnen deutschen Bundesländern unterschiedlich, wie etwa das Beispiel der VwV Bodenverwertung des Umweltministeriums Baden-Württemberg zeigt.

## Förderung der Kreislaufwirtschaft
Um das Bodenrecycling und damit die Kreislaufwirtschaft zu fördern, können die folgenden Maßnahmen ergriffen werden:
- Hohes Ansetzen des Erschließungs- und Geländeniveaus in Bebauungsplänen, um einen Ausgleich der Erdmassen zu ermöglichen. Der bei den Maßnahmen anfallende Aushub kann dadurch auf dem Baugrundstück selbst oder im Baugebiet wieder eingebaut werden.[8]
- Weiterverwendung von Bodenaushub vor Ort oder auf einer anderen Baustelle in der Nähe,[9] etwa durch Aufarbeitung in einer Anlage zur Bodenverbesserung oder auf einer anderen Baustelle in der Nähe.
- Gesetzliche Regelungen und Verordnungen zum Bauschutt-Recycling und zur Boden-Verwertung[10] wie die am 1. August 2023 in Kraft tretende Mantelverordnung[11] des Bundes.

## Normen und Standards

### Deutschland
- DIN 4047-13, 2002: Landwirtschaftlicher Wasserbau – Begriffe – Teil 3: Bodenkunde, Bodensystematik und Bodenuntersuchung.
- DIN 18123, 2011: Baugrund, Untersuchung von Bodenproben – Bestimmung der Korngrößenverteilung.
- DIN 18124, 2011: Baugrund, Untersuchung von Bodenproben – Bestimmung der Korndichte – Kapillarpyknometer, Weithalspyknometer, Gaspyknometer.
- DIN 18196, 2011: Erd- und Grundbau – Bodenklassifikation für bautechnische Zwecke.
- M TS E, 2009: Merkblatt über Bauweisen für technische Sicherungsmaßnahmen beim Einsatz von Böden und Baustoffen mit umweltrelevanten Inhaltsstoffen im Erdbau. Regelwerk der FGSV.
- TL BuB E-StB 09, 2009: Technische Lieferbedingungen für Böden und Baustoffe im Erdbau des Straßenbaus. Regelwerk der FGSV.
- TL Gestein-StB, 04/07: Technische Lieferbedingungen für Gesteinskörnungen im Straßenbau. Regelwerk der FGSV.
- TP BF-StB Teil B 11.3, 2010: Technische Prüfvorschriften für Boden und Fels im Straßenbau, Eignungsprüfung bei Bodenverbesserungen mit Bindemitteln. Regelwerk der FGSV.
- TP Gestein-StB Teil 3.1.5, 2012: Technische Prüfvorschriften für Gesteinskörnungen im Straßenbau, Stoffliche Kennzeichnung von groben rezyklierten Gesteinskörnungen. Regelwerk der FGSV.
- ZTV E-StB 09, 2009: Zusätzliche Technische Vertragsbedingungen und Richtlinien für Erdarbeiten im Straßenbau. Regelwerk der FGSV.

### Europa
- EN 1097-6: 2013 – Eurocode 7: Prüfverfahren für mechanische und physikalische Eigenschaften von Gesteinskörnungen – Teil 6: Bestimmung der Rohdichte und der Wasseraufnahme; Deutsche Fassung EN 1097-6:2013.